# Tarnowskie Studia Teologiczne
Tarnowskie Studia Teologiczne – teologiczne czasopismo naukowe będące półrocznikiem wydawanym obecnie przez Wydział Teologiczny Sekcja w Tarnowie Uniwersytetu Papieskiego Jana Pawła II w Krakowie. Pierwszy numer czasopisma ukazał się w 1938 r. W latach 1938–1939 opublikowano cztery tomy pisma. Wydawanie czasopisma zostało wznowione w 1972 r.

## Punktacja czasopisma
W wykazie czasopism naukowych Ministerstwa Edukacji i Nauki z 5 stycznia 2024 r. półrocznik uzyskał 40 punktów.   